# Charles Henry Tilson Marshall
Charles Henry Tilson Marshall (1841 – 20 de janeiro de 1927) foi um oficial do exército britânico, servindo no Punjab, na Índia. Em seu tempo livre, ele coletava pássaros no Punjab e no Himalaia e os enviava para Allan Octavian Hume. Era irmão de George Frederick Leycester Marshall, com quem publicou artigos ornitológicos no The Ibis. Ele escreveu The Game Birds of India, Burmah and Ceylon junto com Allan Octavian Hume em três volumes entre 1878 e 1880.
Ele era o pai do entomologista Guy Anstruther Knox Marshall.